# Hoplitis loti
Hoplitis loti är en biart som först beskrevs av Morawitz 1867.  Hoplitis loti ingår i släktet gnagbin, och familjen buksamlarbin. Inga underarter finns listade i Catalogue of Life.